# Egnasia overdijkinki
Egnasia overdijkinki är en fjärilsart som beskrevs av Louis Beethoven Prout 1932. Egnasia overdijkinki ingår i släktet Egnasia och familjen nattflyn. Inga underarter finns listade i Catalogue of Life.